# Лук'янівка (Білоцерківський район)
Лук'я́нівка — село в Україні, у Таращанській міській громаді Білоцерківського району Київської області. Населення становить 785 осіб.

## Географія
Селом протікає річка Глуй.

## Історія
Роком заснування села вважається 1734 (найдавніша письмова згадка). 
Щодо походження назви села, існує легенда про священика Лук'яна. Рятуючись від набігів кримських татар, він привів у цю місцевість втікачів та заснував поселення і монастир.
Український краєзнавець Лаврентій Похилевич в 1864 писав:
"ЛУК’ЯНІВКА, село на поштовій дорозі з Таращі в Кошевату, в 5-ти верстах від того й другого місця, серед лісів, при ледь помітному струмку. Мешканців обох статей 932. На родючих володарських полях вроджується щорічно, крім інших хлібів, більше 1000 копиць пшениці. Для складу її влаштовано ток, з кам’яною обширною клунею, огороджений кам’яною огорожею. Є цегляний завод. Примітні в поселенні два підвищені місця, котрі видно були укріплені насипами і ровами. За переказами на цих місцях було ще до руїни два православні монастирі, котрі спалені якимось гайдамаком Окришем.
Церква дерев’яна, в ім’я св. Миколая, збудована в 1760 році de nova radice, як сказано в візиті за 1793 рік. Нині вже занепала. В 1768 році церква ця, за словами тієї ж візити, під час повстання західної малоросії проти поляків, була обернена своїми прихожанами в православ’я; але після придушення повстання, в 1775 році знову віддана уніатам до 1795 року. По штатам перебуває в 6-му класі, землі має 37 десятин."
У XIX столітті входило до складу Кошеватської волості Таращанського повіту Київської губернії.
За Радянської влади в селі була розташована 3-тя виробнича дільниця колгоспу «Перемога», центральна садиба якого була розміщена в Станишівці, та колгосп "Нове життя" (не одночасно).
День села відзначається щороку 6 листопада.

### Мова
Розподіл населення за рідною мовою за даними перепису 2001 року:
| Мова       | Кількість | Відсоток |
| ---------- | --------- | -------- |
| українська | 774       | 98.6%    |
| російська  | 11        | 1.4%     |
| Усього     | 785       | 100%     |

## Економіка
Представлена сільським господарством. Займаються вирощування зернових культур.

## Транспорт
Через село проходить шосе Біла Церква — Звенигородка. Найближча залізнична станція Ольшаниця — 32 км.

## Соціальна сфера

### Заклади освіти
- Дошкільна дитяча установа № 11 «Берізка».
- Дошкільний навчальний заклад Лук'янівського навчально виховного комплексу «Загальноосвітня школа І-ІІ ступенів-дошкільний навчальний заклад» ім. О. С. Левади (директор — Гаврилюк Ярослав Миколайович).

## Історичні пам'ятки

### Сакральні споруди
- Церква святого Миколая, збудована у 1760 році.
- Храм Покрови Божої Матері (освячений 8 червня 2013 року)[5].

## Археологічні розвідки
Багато поселень переважно скіфського й ранньослов'янського часів виявлено біля села. В урочищі "Перців Яр, що на північний схід від села, було відкрито декілька поселень різних періодів скіфського часу. На західній околиці села в урочищі «Прогін» знайдено скупчення поселень черняхівської культури (ІІІ-IV ст). На поселенні черняхівської культури знайдено значну кількість глиняних уламків з відбитками лози, кісток тварин, уламків гончарного посуду, побутових речей, зброї та прикрас, виготовлених із заліза.

### Меморіали, пам'ятники
На ступінчастому постаменті встановлена скульптура воїна без головного убору, з плащ-накидкою на плечах. Правою рукою він тримає автомат, лівою — лавровий вінок. На постаменті встановлена меморіальна дошка з викарбуваними прізвищами загиблих. Праворуч від пам'ятника вмонтовані меморіальні дошки. Скульптура — з залізобетону, постамент — цегла оцементована, меморіальні дошки на стелі — мармурові. Пам'ятник встановлено 1975 року.

## Відомі люди

### Народилися
- Дробот Іван Іванович — український історик, доктор історичних наук, професор. Декан факультету філософії та суспільствознавства Національного педагогічного університету імені Драгоманова та завідувач кафедри Історії України того ж університету. Академік АН ВШ України з 2009 року.
- Ткаченко Тарас Анатолійович — український кінорежисер і сценарист, колишній Голова Національної спілки кінематографістів України, обраний на VII (XIII) З'їзді НСКУ 25 жовтня 2016 року.

### Проживали
- Левада Олександр Степанович — український драматург, кіносценарист